# Nicrophorus americanus
Nicrophorus americanus, também conhecido como o besouro americano ou besouro carniceiro gigante, é uma espécie criticamente ameaçada de besouro endêmica da América do Norte. 
1. ↑  World Conservation Monitoring Centre. Lista Vermelha de Espécies Ameaçadas. 1996